# Friedhof Kairėnai

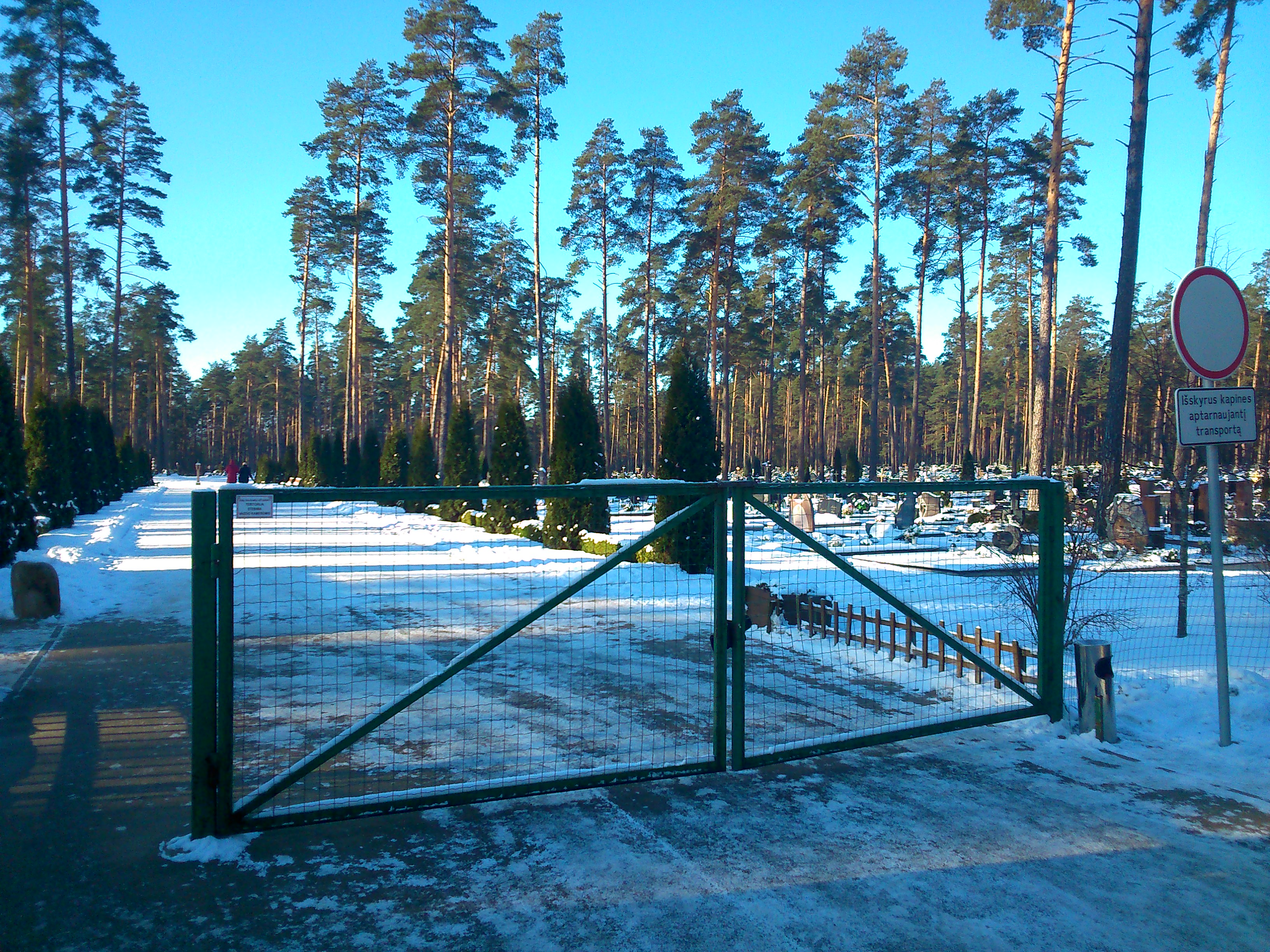
Einfahrt zum Friedhof

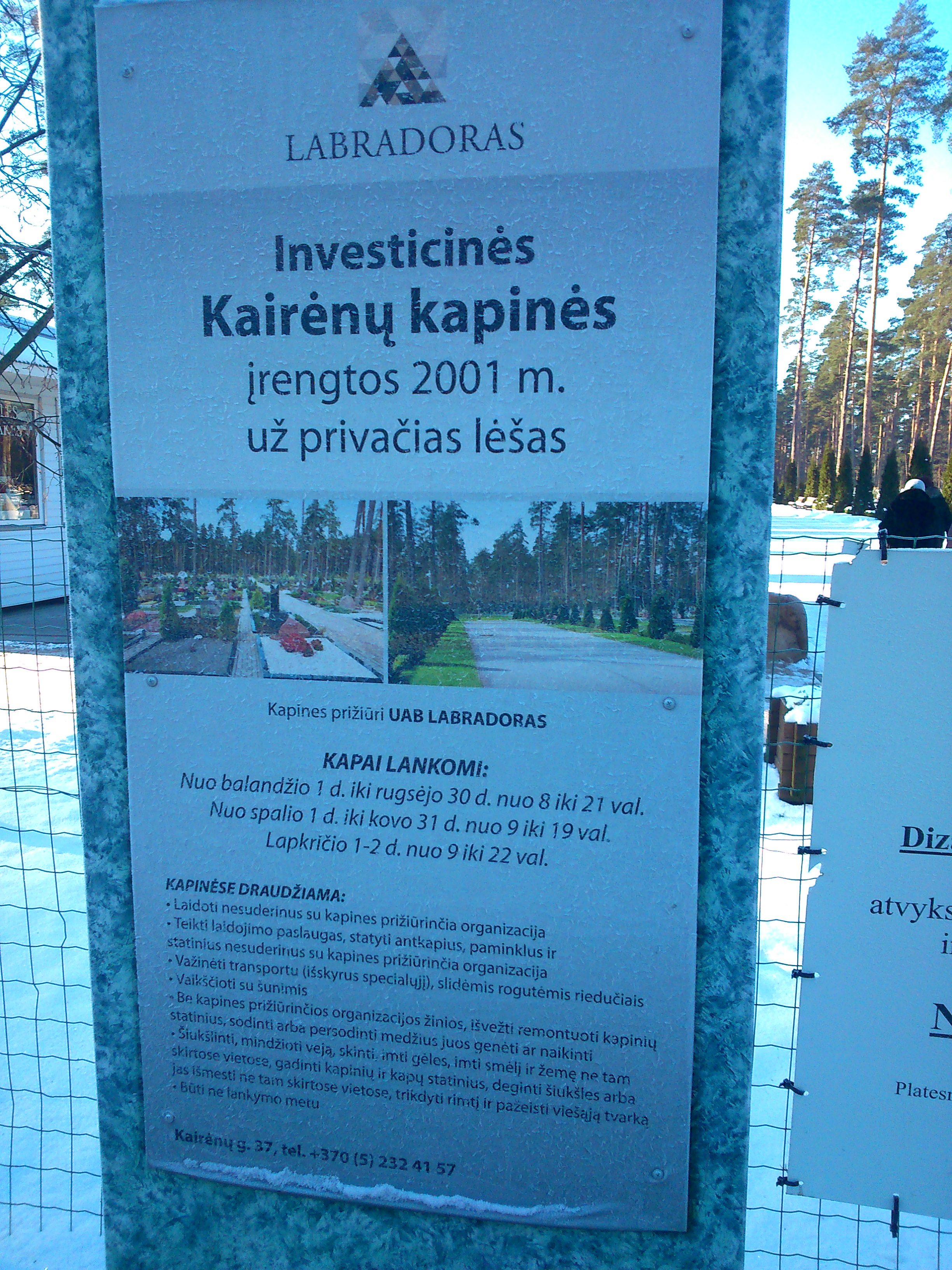
Info-Stand

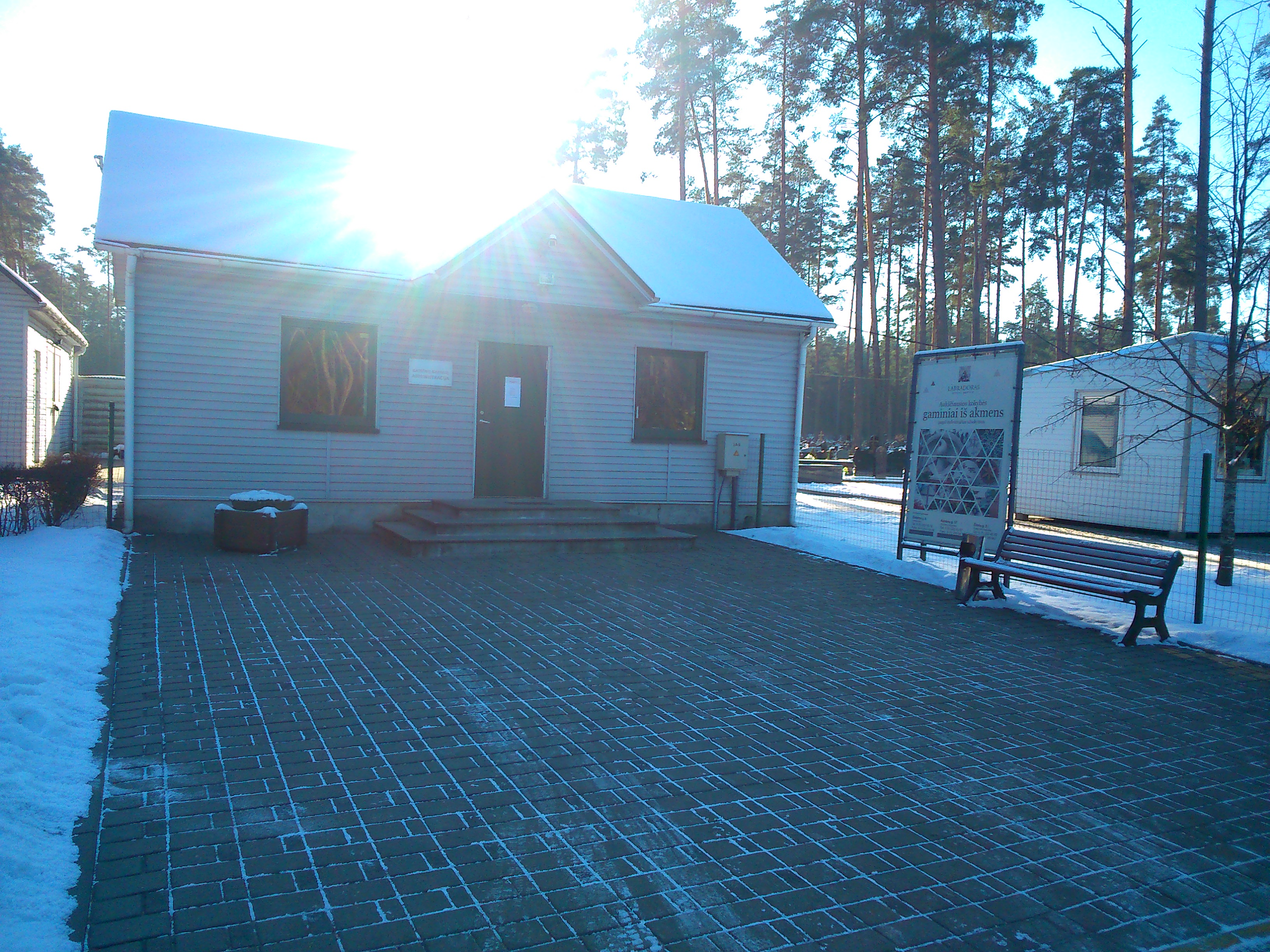
Friedhofsverwaltung

Der Friedhof Kairėnai (lit. Kairėnų kapinės) ist ein 2001 gegründeter Friedhof in Kairėnai, im östlichen Stadtteil der litauischen Hauptstadt Vilnius. Die Gesamtfläche beträgt  9,5 Hektar.  Den Friedhof gründete  die Stadtverwaltung Vilnius. Verwalter des Friedhofs ist die Firma UAB „Labradoras“. Bildhauer Vaclovas Krutinis hat mehrere Denkmäler-Grabsteine („Engel“, „Kapelle“ u. a.) erstellt.
Der Friedhof ist mit dem Vilniusser öffentlichen Transport erreichbar (Gvazdikų-Haltestelle; Buslinie 38: Antakalnis – Saulėtekis – Dvarčionys – Kairėnai – Šilėnų Str.).

## Geschichte
Den Kairėnų-Friedhof verwaltete früher die „Paplaujos-Denkmäler-Werkstatt“. Aufgrund fehlender Mittel wurde beschlossen, dass  Kairėnai-Friedhof zum sog.  Investitionsfriedhof würde. Zur Entwicklung des Friedhofs  wurde  fast 10 Hektar Wald gehackt. Einen Wettbewerb zur Vorbereitung und zur Verwaltung gewann UAB „Labradoras“. Das Unternehmen wurde verpflichtet, den Friedhof zu installieren und zu warten. Es bekam das Recht, Geld für die installierten Orte der Bestattung (Gräber) zu verlangen. Je nach der Größe des Bereichs beträgt der Preis zwischen 1500 und 2500 Litas (434–724 Euro). Für die  Familiengräber wird die Gebühr nicht erhoben. 98 % der Beerdigungsplätze werden als installierte Gräber erworben. 2 % der Gräber wurden gebührenfrei vergeben worden.  Die Gemeinde Vilnius zahlt etwa 3.000 Euro pro Monat für den Betrieb des Friedhofs an das private Unternehmen.

## Gräber
- Julija Brazauskienė (1933–2011),  Pulmonologin und erste Frau des litauischen Präsidenten A. Brazauskas
- Vytautas Aleksandras Cinauskas (1930–2005), Autor und Politiker, Seimas-Mitglied
- Stasys Čepulėnas (1953–2006), Mathematiker
- Vidas Daminaitis (1954–2008), Archäologe
- Leonas Didžiulis (1929–2011), Chirurg und Proktologe
- Jonas Dromantas (1927–2012), Mechanik-Ingenieur, Professor, sowjetlitauischer Politiker
- Jeronimas Kraujelis (1938–2019), Agronom und Politiker, Seimas-Mitglied und Landwirtschaftsminister
- Juozas Kudirka (1939–2007), Ethnologe
- Sergej Novikov (1963–2011), Rechtsanwalt, Politiker von Vilnius
- Augustinas Savickas (1919–2012), Maler
- Nijolė Jurevičiūtė-Sidaravičienė (1936–2001), Geologin
- Juozas Virbickas (1939–2006), Ichtiologe und Hydroökologe
- Mečislovas Vitkus (1923–2012), Chirurg